# Bourneotrochus
Bourneotrochus is een geslacht van neteldieren uit de klasse van de Anthozoa (bloemdieren).

## Soort
- Bourneotrochus stellulatus (Cairns, 1984)